# Impossibile (singolo Matteo Becucci)
Impossibile è un brano musicale composto musica e testo da Francesco Gramegna, coadiuvato da Matteo Cantaluppi, cantato da Matteo Becucci, che lo ha presentato sul palco di X Factor e pubblicato nel 2009 come primo singolo estratto dall'EP con lo stesso titolo.
Ha raggiunto la seconda posizione della classifica FIMI.